# Таинственный остров (фильм, 1941)
«Таинственный остров» — советский художественный фильм, поставленный режиссёром Эдуардом Пенцлиным по одноимённому роману Жюля Верна.

## Сюжет
Во время войны Севера и Юга в США в 1865 году из осаждённого северянами Ричмонда на воздушном шаре бежит группа пленников-северян. Они оказываются на загадочном необитаемом острове, где они не одни, — с ними таинственный капитан Немо.

## В ролях
| Актёр                    | Роль                            |
| ------------------------ | ------------------------------- |
| Алексей Краснопольский   | Сайрус Смит                     |
| Павел Киянский           | Гедеон Спилет                   |
| Андрей Сова              | Джуп, человекообразная обезьяна |
| Иван Козлов              | Айртон (Бен Джойс)              |
| Андрей Андриенко-Земсков | Бонавентур Пенкроф              |
| Юри Грамматикати         | Герберт Браун                   |
| Роберт Росс              | Наб (Навуходоносор)             |
| Николай Комиссаров       | капитан Немо                    |

## Производство
Съёмочная группа
- Авторы сценария: Борис Шелонцев, Михаил Калинин
- Режиссёр: Эдуард Пенцлин
- Композитор: Никита Богословский
- Оператор: Михаил Карюков
- Художник: Иосиф Юцевич
- Директор — И. Розенфельд, Адольф Фрадис

Места съёмок
Фильм снимали в Крыму, в нем можно видеть скалу "Парус" в Гаспре, вершину горы Ай-Петри и скалы Таракташ над Ялтой.
Музыка
Специально для фильма была написана «Песня покорителей природы».
В фильме звучит негритянская песня с русским текстом и музыкой в стиле спиричуэлз (муз. Н. В. Богословский, сл. Е. А. Долматовский) в исполнении Роберта Росса.

## Видео
На видеокассетах фильм выпущен дистрибьюторами «Формат А» и «Мастер Тэйп».
На DVD фильм выпущен дистрибьюторами «Ретро-Клуб», «Магнат», а 29 января 2009 — и «Мьюзик-Трэйд».